# Wirtschaftsagentur Wien
Die Wirtschaftsagentur Wien (vormals Wiener Wirtschaftsförderungsfonds WWFF) ist ein Unternehmen in Wien. Es unterstützt Betriebe und Start-ups am Standort Wien und Unternehmer, die sich in Wien ansiedeln oder investieren wollen, in unternehmerischen Fragen.

## Geschichte, Organisation und Aufgaben
Die Agentur wurde im Jahr 1982 von der Stadt Wien, der Zentralsparkasse der Gemeinde Wien (heute Unicredit Bank Austria), der Erste Bank der österreichischen Sparkassen AG (damals Erste oesterreichische Spar-Casse) und der Wirtschaftskammer Wien als Wiener Wirtschaftsförderungsfonds gegründet.
Die Schwerpunkte der Agentur liegen in den Bereichen Information und Beratung, Immobilien- und Standortentwicklung sowie monetärer Wirtschaftsförderung und Finanzierung. Das Leistungsangebot erstreckt sich von der professionellen Beratung über die Vergabe finanzieller Förderung, die Bereitstellung und Erschließung von geeigneten Grundstücken bis zum weltweiten Standortmarketing für den Wirtschaftsstandort Wien. Geschäftsführer waren mit Stand November 2018 Gerhard Hirczi und Rainer Zoubek. Die Mitglieder des Präsidiums waren mit Stand November 2018:
- Präsident: Peter Hanke
- Vizepräsidentin: Kathrin Gaál
- Weitere Mitglieder: Walter Ruck, Helmut Horvath, Hans Arsenovic

Mit 1. Juni 2023 soll Gregor Deix als Nachfolger von Rainer Zoubek zweiter Geschäftsführer neben Gerhard Hirczi werden.

## Leistungsangebot

### Förderungen
Aus Mitteln der Stadt Wien werden betriebliche Investitionen von Wiener Unternehmen unterstützt. Die Förderangebote der Agentur umfassen die Bereiche Forschung, Innovation, Standort und Struktur sowie Creative Industries. 2019 wurden rund 500 Projekte mit über € 31,3 Mio. gefördert, das gesamte Investitionsvolumen beläuft sich auf rund € 202,3 Mio.

### Immobilien und Stadtentwicklung
Die Bereitstellung von betrieblicher Infrastruktur für Unternehmen und Forschungseinrichtungen gehört zu den Schwerpunkten der Agentur. Das umfasst einerseits die Vermittlung und Vergabe von Liegenschaften, andererseits aber auch die Entwicklung und Errichtung maßgeschneiderter Technologie- und Spezialimmobilien für Wirtschaft und Forschung. Das Immobilien- und Flächenangebot richtet sich dabei an Unternehmen jeder Größe und Branche.
Spezialimmobilien bietet die Wirtschaftsagentur zu standortrelevanten Sektoren und Themen.
Die Businessimmobilie wird ausschließlich mit erneuerbaren Energien betrieben.
Das Unternehmen ist zudem für die Entwicklung des neuen multifunktionalen Stadtteils Seestadt Aspern im 22. Bezirk mitverantwortlich. Sie ist größter Grundstückseigentümer dieses 240 Hektar großen Areals in Wien.

### Services
Es werden Serviceleistungen und Netzwerkkontakte angeboten. Das Angebot richtet sich an Gründer und Jungunternehmen ebenso wie an bestehende Betriebe jeder Größe und internationale Investoren. 2018 wurden beispielsweise 221 Unternehmen aus dem Ausland in Wien angesiedelt.

## Ehemalige Tochtergesellschaften
Seit der Integration der ehemaligen Tochtergesellschaften ZIT und departure bietet die Agentur alle Leistungen, Förderungen und Services für die Wiener Unternehmen unter einem gemeinsamen Dach an, da Wirtschafts-, Technologie- und Kreativförderung kaum noch voneinander abzugrenzen seien und die frühere Struktur zu unübersichtlich war.

## Sonstiges
Den Biotechnologie-, Pharma- und Medizinprodukte-Sektor (inkl. Digital Health) betreut die Wirtschaftsagentur Wien über die ARGE LISAvienna (Life Science Austria Vienna) gemeinsam mit der Austria Wirtschaftsservice.
Die Wirtschaftsagentur Wien ist Mitglied der österreichischen Plattform Industrie 4.0 und bringt sich in dieser beispielsweise zu Fragestellungen im Bereich der Normung ein.